# Georg-Büchner-Gymnasium (Seelze)
Das Georg-Büchner-Gymnasium ist ein Gymnasium der Stadt Seelze, Region Hannover in Niedersachsen. Die Schule ist nach dem hessischen Naturforscher, Schriftsteller und Revolutionär Georg Büchner (1813–1837) benannt.
Am Gymnasium werden etwa 1300 Schüler unterrichtet.

## Gebäude
Die Schule besteht heute aus drei Gebäudeteilen, einem Altgebäude, welches als Hauptgebäude dient, einem Südflügel (dem Gebäude der ehemaligen Geschwister-Scholl-Schule) und dem im August 2001 fertiggestellten Neubau. Der am 29. Juli 2000 begonnene Erweiterungsbau von 1.700 Quadratmetern kostete etwas mehr als 4,6 Millionen Euro. Er wurde unter anderem durch den damaligen Finanzminister Heinrich Aller am 22. August 2001 den Lehrern und Schülern übergeben. Der zur Verfügung stehende Sportbereich besteht aus verschiedenen Turn- und Gymnastikhallen, einem großen Sportstadion mit Kunststofflaufbahn, zwei großen Rasennebenplätzen, einem kunststoffbelegten Handballfeld, einem Kraftraum sowie einer Beach-Volley- und Handballanlage. In unmittelbarer Nähe befindet sich ein Schwimmbad. Die Schule besitzt außerdem Ruderboote und Skiausrüstungen. Das GBG verfügt über eine Mediothek, in der es ein Studio für Videoproduktionen gibt. Im Georg-Büchner-Gymnasium befindet sich ebenfalls eine Cafeteria mit Aufenthaltsbereichen für Schüler in den Freistunden. Den Schülern steht auch eine Schulbibliothek sowie ein Forum mit Sitzplatzmöglichkeiten für bis zu 350 Personen zur Verfügung. Neu hinzugekommen sind die 2021, durch Platzmangel in Folge des wieder aktuellen G9 Abiturs hinzugefügten, Container-Klassenräume. Sie stehen auf dem Pausenhof des Südflügels. Außerdem wurde der ebenfalls am Südflügel ansässige Schulteich zugeschüttet und durch eine Rasenfläche ersetzt.
Seit dem Jahre 2022 finden erneut Bauarbeiten rund um das Gymnasium statt, wobei 2 neue Gebäudekomplexe entstehen sollen. Hierzu wird der Südflügel im Süd-Osten gänzlich abgerissen und durch einen neuen und platzeffizienteren Neubau ersetzt. Außerdem wird dem alten Hauptgebäude ein weiteres Gebäude vorgelagert. Diese Neubauten sollen die Kapazität des Gymnasiums aufstocken, welche infolge des wieder eingeführten G9 Abiturs an seine Raumkapazitätsgrenzen stößt. Zudem finden diverse Arbeiten an den Freiflächen und Pausenbereichen statt. Diese Baumaßnahmen kosten für die Bauarbeiten belaufen sich auf insgesamt 40,8 Millionen Euro.

## Pädagogische Arbeit

### Sprachen
An der Schule wird zweisprachiger Unterricht in Deutsch und Englisch angeboten. Als Fremdsprachen werden Englisch, Latein, Französisch sowie als wahlfreie Fächer Italienisch und Spanisch unterrichtet. In der französischen Sprache kann das DELF, ein Sprachzertifikat erworben werden.

### Berufsvorbereitung
Als Berufsvorbereitung gibt es neben den Unterrichtseinheiten zur Arbeitswelt im Politikunterricht auch Betriebserkundungen. In der elften Klasse nimmt die Schülerschaft an einem Berufsfindungsseminar teil. Begleitet wird das Seminar durchgehend von einem Mitarbeiter des Arbeitsamtes (BIZ) sowie einer Vertreterin der „zentralen Studienberatung“ (ZSB) der Universität Hannover als auch der Hochschule Hannover. Darüber hinaus findet in der 10. Jahrgangsstufe ein zweiwöchiges Sozialpraktikum sowie im 11. Jahrgang ein zweiwöchiges Betriebspraktikum statt.

## Auszeichnungen
Umweltschule in Europa
Im Oktober 2003 hat sich die Schule zum ersten Mal um die Zulassung zur Teilnahme am internationalen Projekt „Umweltschule in Europa“ bemüht. An dem Projekt nehmen inzwischen 13.000 Schulen in 31 Ländern teil. Teilnehmende Schulen müssen sich innerhalb von knapp zwei Jahren in zwei selbst gewählten Handlungsbereichen im Rahmen der Umweltbildung qualifizieren, ein Vorhaben muss dabei aus den Themenbereichen Abfall, Wasser und Energie gewählt werden.
Im Rahmen dieser Ausschreibung hat sich das Georg-Büchner-Gymnasium mit den Vorhaben „Schaffung eines Abfallvermeidungs- und Abfalltrennsystems“ und „Umgestaltung des Schulaußengeländes unter dem Stichwort: Schule zum Wohlfühlen“ beteiligt. Die Jury war von den bis zum Juni 2005 abgeschlossenen Aktivitäten und Maßnahmen in dieser Sache so überzeugt, dass sie das Gymnasium sowohl für die internationale als auch für nationale Auszeichnung vorgeschlagen hat. So darf sich das Georg-Büchner-Gymnasium seit dem 28. September 2005 als Internationale Agenda 21-Schule bezeichnen, bestätigt durch Urkunden und eine Flagge.
Am 28. September 2005 ist das Georg-Büchner-Gymnasium Seelze zur Umweltschule in Europa ernannt worden. Im Jahr 2007 erhielt es diese Auszeichnung erneut.
uniKIK Schule
Im Jahr 2007 wurde das Georg-Büchner-Gymnasium Seelze von der Leibniz Universität Hannover als uniKIK Schule ausgezeichnet.
RoboCup
In der Disziplin „Rescue“ wurden Teams des Georg-Büchner-Gymnasiums beim Robocup Weltmeister in den Jahren 2007 (Atlanta), 2009 (Graz) und 2012 (Mexiko). 2008 in Suzhou, 2010 in Singapur, 2011 in Istanbul und 2013 in Eindhoven wurden dritte Plätze erreicht. In der Disziplin „Superteam“ wurden in den letzten Jahren weitere erste Platzierungen erreicht.
Unicum Abi
Bei einer Umfrage der Zeitschrift Unicum ABI gewann das Georg-Büchner-Gymnasium die Auszeichnung Schule des Jahres 2003 darunter einen ersten Platz in der Kategorie Außerschulische Aktivitäten und einen zweiten Platz in der Kategorie Berufsvorbereitung.

## Partnerschulen
Das Gymnasium hat Partnerschulen in verschiedenen Staaten:
- Bristol, Großbritannien
- Verviers, Belgien
- VII. Liceum in Poznań, Polen, seit 1990
- Quilcene, USA
- Collège St. Francoit Xavier in Verviers, Frankreich
- Collège in Grand-Couronne, Frankreich

## Förderverein
Der Verein der Freunde des Georg-Büchner-Gymnasiums Seelze, e. V. ist ein Zusammenschluss von Schülern, Lehrern und Eltern. Er hat die Aufgabe, die Arbeit dieser Schule durch ideelle und materielle Hilfe tatkräftig zu unterstützen. Die Förderung soll möglichst viele verschiedene Sachgebiete der schulischen Arbeit erreichen. Der Verein möchte, dass die Mittel vorrangig größeren Gruppen und Arbeitsgemeinschaften zugutekommen.
Der Verein soll insbesondere
- die Anschaffung von Sammlungen, Büchereien oder anderen Materialien ermöglichen, die den Unterricht interessanter machen und zeitgemäß aufwerten
- die Arbeitsgemeinschaften der Schule unterstützen
- Projekttage und Schulsanitätsdienst bezuschussen
- zur besseren Ausstattung der allgemeinen Räumlichkeiten, wie Forum, Schulstraße oder Südflügel beitragen
- in Einzelfällen bei finanziellen Notsituationen Klassenfahrten bezuschussen.

Der Verein besteht seit 1970 und seine Arbeit ist ausschließlich und unmittelbar gemeinnützig.

## Internetauftritt
Die Schule unterhält eine Internet-Präsenz. Inzwischen verfügt sie über das interne Schulnetzwerk IServ.

## Bekannte Schüler
- Joachim Kettel (* 1955), Bildender Künstler und Professor für Kunstpädagogik
- Hauke Jagau (* 1961), deutscher Politiker (SPD) und ehemaliger Regionspräsident der Region Hannover

- Florian Battermann (* 1973), Theaterautor, Regisseur, Schauspieler und Intendant
- Alexa Hennig von Lange (* 1973), Schriftstellerin
- Lina Larissa Strahl (* 1997), Schauspielerin, Synchronsprecherin und Singer-Songwriterin